# Erigeron arenarioides
Erigeron arenarioides là một loài thực vật có hoa trong họ Cúc. Loài này được (D.C.Eaton ex A.Gray) A.Gray ex Rydb. mô tả khoa học đầu tiên năm 1917.